# Wybory parlamentarne w Izraelu w 1969 roku
Wybory parlamentarne w Izraelu do siódmego Knesetu odbyły się 28 października 1969.
Oddano 1 758 685 głosów, w tym ważnych: 1 367 743. Próg wyborczy wynosił 1%, a więc aby uzyskać miejsce w Knesecie, należało otrzymać minimum 13 677 głosów. Średnio na jedno miejsce przypadło 11 274 głosów.

## Oficjalne wyniki
|  | Partia                                                       | Głosy     | Procent | Mandaty |
|  | ------------------------------------------------------------ | --------- | ------- | ------- |
|  | Koalicja Pracy (Ma’arach, המערך)                             | 632,035   | 46.2%   | 56      |
|  | Gahal (גח"ל)                                                 | 296,294   | 21.7%   | 26      |
|  | Narodowa Partia Religijna (Mafdal) (מפלגה דתית לאומית-מפד"ל) | 133,294   | 9.7%    | 12      |
|  | Agudat Israel (אגודת ישראל)                                  | 44,002    | 3.2%    | 4       |
|  | Niezależni Liberałowie (ליברלים עצמאיים, Libralim Atzma'im)  | 43,933    | 3.2%    | 4       |
|  | Lista Państwowa (רשימה ממלכתית, Reshima Mamlakhtit)          | 42,654    | 3.1%    | 4       |
|  | Rakach                                                       | 38,827    | 2.8%    | 3       |
|  | Postęp i Rozwój                                              | 28,046    | 2.1%    | 2       |
|  | Po’alej Agudat Jisra’el                                      | 24,968    | 1.9%    | 2       |
|  | Współpraca i Braterstwo                                      | 19,943    | 1.4%    | 2       |
|  | Meri                                                         | 16,853    | 1.2%    | 2       |
|  | Wolne Centrum (מרכז חופשי, Merkaz Hofshi)                    | 16,393    | 1.2%    | 2       |
|  | Maki (מק"י)                                                  | 13,617    | 1.1%    | 1       |
|  | Razem                                                        | 1 367 743 | 100,0%  | 120     |

## Posłowie
Posłowie wybrani w wyborach:
| Partia                    | Posłowie |
| ------------------------- | --- |
| Koalicja Pracy            | Aharon Becker, Elijjahu Sason, Ze’ew Szerf, Ja’akow Szimszon Szapira, Jicchak Ben Aharon, Mordechaj Ben-Porat, Mordechaj Bibi, Szimon Peres, Mordechaj Ofer, Dow Zakin, Pinchas Sapir, Awraham Ofer, Icchak Nawon, Mosze Dajan, Re’uwen Barkat, Jigal Allon, Josef Almogi, Re’uwen Arazi, Szoszanna Arbeli-Almozlino, Mosze Baram, Ja’akow Chazzan, Dawid Koren, Jicchak Koren, Adi’el Amora’i, Ari Ankorjon, Abba Eban, Arje Eli’aw, Ada Feinberg-Sireni, Abd el-Aziz az-Zubi, Jisra’el Galili, Uzzi Feinerman, Chajka Grossman, Zina Harman, Ze’ew Herring, Jisra’el Kargman, Szalom Lewin, Cewi Dinstein, Mosze Karmel, Jisra’el Jeszajahu, Me’ir Ja’ari, Gad Ja’akowi, Chajjim Josef Cadok, Awraham Zilberberg, Matilda Guez, Cewi Gerszoni, Jizhar Harari, Mordechaj Zar, Aharon Jadlin, Ben-Cijjon Chalfon, Golda Meir, Chajjim Gewati, Szelomo Rosen, Mordechaj Surkis, Jehonatan Jifrach, Mosze Wertman, Menachem Kohen |
| Gahal                     | Aharon Goldstein, Josef Sapir, Josef Tamir, Jochanan Bader, Awraham Kac, Menachem Jedid, Josef Serlin, Mosze Nissim, Chajjim Korfu, Josef Kremerman, Awraham Szechterman, Simcha Erlich, Cewi Zimmerman, Menachem Begin, Chajjim Landau, Dawid Lewi, Arje Ben Eli’ezer, Jicchak Klinghoffer, Elimelech Rimalt, Ja’akow Nechusztan, Binjamin Halewi, Zalman Abramow, Ester Razi’el-Na’or, Dow Milman, Joram Aridor, Ben-Cijjon Keszet |
| Narodowa Partia Religijna | Szelomo-Jisra’el Ben-Me’ir, Micha’el Chazani, Jicchak Refa’el, Danijjel-Jicchak Lewi, Zewulun Hammer, Mosze-Cewi Nerija, Towa Sanhedraj, Zerach Warhaftig, Chajjim Mosze Szapira, Binjamin Szachor, Josef Burg, Simcha Friedman |
| Agudat Israel             | Szelomo-Ja’akow Gross, Izaak Meir Lewin, Szelomo Lorincz, Menachem Porusz |
| Niezależni Liberałowie    | Gidon Hausner, Jicchak Golan, Jehuda Sza’ari, Mosze Kol |
| Lista Państwowa           | Isser Harel, Dawid Ben Gurion, Me’ir Awizohar, Jigga’el Hurwic |
| Rakach                    | Emil Habibi, Taufik Tubi, Me’ir Wilner |
| Postęp i Rozwój           | Sajf ad-Din az-Zubi, Dżabr Mu’addi |
| Po’alej Agudat Jisra’el   | Kalman Kahana, Awraham Werdiger |
| Współpraca i Braterstwo   | Dijab Ubajd, Iljas Nachla |
| Meri                      | Uri Awneri, Szalom Kohen |
| Wolne Centrum             | Szemu’el Tamir, Eli’ezer Szostak |
| Maki                      | Mosze Sneh |